# IQ 분류
IQ란 지능 지수라고도하는데, 지능 지수를 줄여 IQ라고 부른다. 즉 지능 발달 정도를 나타내는 검사 결과로 나타내는 수치이다.
모든 IQ 테스트의 현재 채점 방법은 "편차 IQ"이다. 이 방법에서 IQ 점수가 100이면 시험 응시자의 시험 성적이 시험 기준과 같은 연령의 응시자 표본에서 중간 수준의 성적임을 의미한다. Lewis Terman과 다른 초기 IQ 테스트 개발자들은 대부분의 어린이 IQ 점수가 두 절차 모두 대략 같은 수로 나온다는 것을 발견했다. 현재 편차 IQ는 어린이와 성인 모두에게 IQ를 일관되게 정의할 수 있기 때문에 IQ 테스트의 표준 채점에 사용한다. IQ 표준 점수에 대한 현재의 "편차 IQ" 정의에 따르면, 전체 수험생의 약 3분의 2가 85점부터 115점, 125점 이상의 인구 점수의 약 5%를 얻는다.
모든 IQ검사는 같은 사람이 같은 시험을 몇 번이고 볼 때에도 점수가 차이날 수 있다. IQ 점수는 같은 나이에 두 개 이상의 다른 테스트를 받는 응시자의 경우에도 다르다.
IQ 테스트가 발명되기도 전, 일상 생활에서 사람들의 행동을 관찰함하여 사람들을 지능 범주로 분류하려는 시도들이 있었다.이러한 다른 형태의 행동 관찰은 주로 IQ 테스트 점수를 기반으로 분류하는 데 여전히 중요하다. 시험실 외부의 행동 관찰에 의한 지능 분류와 IQ 테스트에 의한 분류 모두 특정 경우에 사용되는 "지능"의 정의와 분류 절차의 추정의 신뢰성과 오류에 따라 달라진다.

## IQ의 역사
지능을 최초로 수량화해 측정하고자 시도한 사람은 19세기 중반, 영국의 수학자인 Galton이다. 그는 사람의 감각과 운동을 통해서 지능을 수량화하고자 하였다. 그러나 그의 제안은 복잡한 지능구조를 밝혀내는 데는 한계가 있었다.
19세기 후반 알프레드 비네는 프랑스 정부로부터 일반 학급에서 정신지체아와 정상아를 구별할 수 있는 검사 개발을 위탁받았아 고안된 것이 시초다.
3-15세까지 아동들을 대상으로 지능 평가 문항을 설정하고 해당 문항의 답변을 토대로 지능을 측정하여 초등학교 정규 교육 과정을 수학할 능력이 없는 지체 아동을 판별할 목적의 평가 도구 인 Binet-Simon Test를 개발하여 현재 IQ 검사의 원형이 됐다.
그러나 1970년대 이후 IQ는 인간의 무한하고도 다양한 지능을 적절하게 표현하지 못한다는 비판을 받았고, IQ 위주의 지적재능뿐 아니라 EQ(감성지수), MQ(도덕지수), EnQ(엔터테인먼트지수) 등 여러 가지 분야에서 다양한 재능을 측정하는 지수들이 소개되고 있다.

## IQ 분류

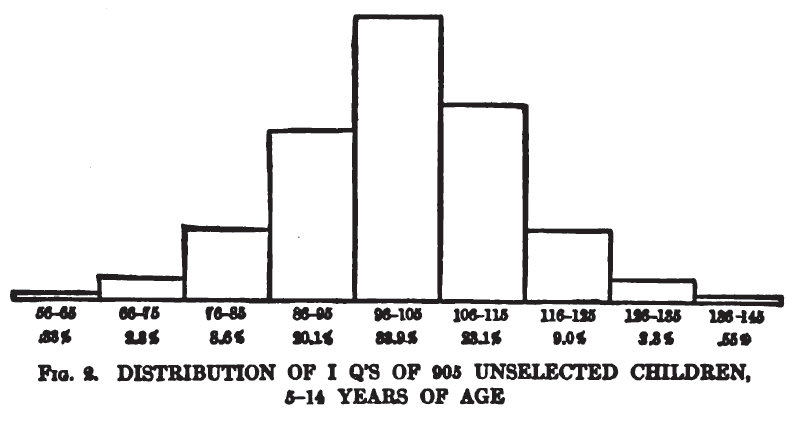
1916년 스탠포드-비넷 테스트에서 테스트한 905명의 어린이 표본에 대한 점수 분포도

IQ 분류는 IQ 테스트자가 '우수, '평균' 등과 같은 범주로 나누어 지정하는 것이다.
모든 IQ 테스트의 채점 방법은 "편차 IQ"이다.
이 방법에서 IQ 점수가 100이라면, 응시자의 시험 성적이 시험에 사용된 비슷한 연령의 응시자 표본에서 중간 수준의 성적임을 의미한다.
Lewis Terman과 다른 초기 IQ 테스트 개발자들은 대부분의 어린이 IQ 점수가 두 절차 모두 대략 같은 수로 나온다는 것을 발견했다.
따라서 편차 IQ는 어린이와 성인 모두에게 일정한 정의를 나타내기 때문에 대부분 모든 IQ 테스트의 표준 채점에 사용된다.
모든 IQ검사는 같은 사람이 같은 시험을 반복해서 볼 때에도 점수 차이를 보여준다.I또한 같은 나이에 다른 IQ 테스트를 받는 수험자의 경우에도 다르다. 즉 IQ 점수 분류에 대해 모두 동일한 이름이나 정의를 사용하지 않는다.
IQ 테스트가 발명되기 전에, 일상 생활에서 사람들의 행동을 관찰함으로써 사람들의 지능을 분류하려는 시도들이 있었다. 시험 외부의 행동 관찰에 의한 지능 분류와 IQ 테스트에 의한 분류 모두,  "지능"의 정의는 절차의 신뢰성과 오류에 따라 달라진다.

## 개별 IQ 분류의 차이
| 학생 | KABC-II | WISC-III | WJ-III |
| ---- | ------- | -------- | ------ |
| 지민 | 116     | 127      | 118    |
| 준서 | 90      | 95       | 111    |
| 지원 | 106     | 105      | 105    |
| 민수 | 116     | 124      | 102    |
| 민재 | 123     | 135      | 127    |
| 우진 | 101     | 99       | 86     |
| 수빈 | 81      | 78       | 75     |
| 은주 | 125     | 110      | 105    |
| 윤서 | 112     | 113      | 103    |
| 정호 | 104     | 96       | 97     |
| 영진 | 100     | 93       | 101    |
| 현지 | 95      | 100      | 90     |

IQ 테스트는 일반적으로 10세 이상의 사람들이 평생 비슷한 점수를 가질 수 있을만큼 신뢰성 있는 테스트이다.하지만, 어떤 사람들은 같은 시간에 같은 시험을 볼때 , 같은 나이에 다른 두개의 시험을 볼 때에도 다르게 점수가 매겨질 수 있다. 예시로, 1921년 루이스 터먼의 천재 유전학 연구에 참여한 어린이들은 자라면서 IQ가 감소한 것을 들 수 있다. 그는 교사들의 추천을 바탕으로 학생들을 모집하여 스탠포드-비넷 IQ 테스트를 실시하였다. 그 중 아이큐가 140이 넘는 643명의 아이들을 연구에 포함시켰는데, 이후 고등학생이 된 아이들 중 503명을 재시험시켰을때, 그들은 스탠포드-비넷 IQ에서 평균 9 IQ포인트가 떨어진 것으로 밝혀졌다. 24명 이상의 아이들이 15 IQ 포인트, 6명 25 포인트 혹은 그 이상 떨어진 것이다. 그러나 그 아이들의 부모들은 그들이 여전히 예전처럼, 혹은 훨씬 더 밝다고 했으며 이전과 변화가 없었다고 판단했다.
IQ 테스트의 IQ 분류의 결과가 인생을 좌우하는 요소가 아니고, 학교나 직업 훈련 프로그램에 배치하기 위해 고려할 유일한 정보도 아니다. 아이큐 점수가 다른 사람들과 어떻게 다른지에 대한 정보가 여전히 부족하기 때문이다. 즉 IQ가 개인을 평가하는데 유일한 평가 기준이 아니며, 이외의 요소도 고려해야한다.

## 현재 IQ 분류 테스트 표
영어권에서는 개별적인 다양한 IQ 테스트가 사용되고 있다. 모든 검사 결과가 "IQ"로 판정되는 것은 아니지만, 현재 대부분의 중상위 점수 수준은 표준 점수 100으로 보고한다. 시험 응시자가 중상위 점수보다 높거나 낮을 경우, 시험 항목 내용에 대한 응시자의 성적에서 표준 편차 각각에 대해 표준 점수 15점 높거나 낮은 점수 15점으로 표시한다.

### 웩슬러의 지능 검사
최초의 웩슬러 테스트는 1939년 웩슬러-벨레뷰 스케일(Wecksler-Bellevue Scale) 이었다. 현재의 모든 IQ 테스트와 마찬가지로, Wechsler 테스트는 정규 표본 중상위 수 원시 점수를 IQ 100으로 정의하고 표준 편차를 IQ 115로 더 높게 정의하여 "편차 IQ"를 전체 크기 IQ의 표준 점수로 보고한다.
웩슬러 지능 검사는 현재 지능 검사 중 세계에서 가장 많이 쓰이는 방식이며, 성인용 뿐 아니라 소아, 영유아 등 다양한 버전이 존재한다. 현재까지 가장 신뢰성이 높은 지능검사로 인정받고 있다.
10개의 검사를 통해 언어 이해, 지각 추론, 작업 기억, 처리속도를 본다.
용어만 다를 뿐이지 실질적 검사 내용은 큰 차이가 없다.
똑같은 IQ 120 이더라도 A는 언어성 지능이 높을 수 있고 B는 동작성 지능이 높을 수 있는 등 차이가 있을 수 있다.
| 분야      | 문제유형                                 |
| --------- | ---------------------------------------- |
| 언어 이해 | 공통성, 어휘, 상식                       |
| 지각 추론 | 토막 짜기, 행렬 추론, 퍼즐               |
| 작업 기억 | 숫자 외우기 및 산수 문제                 |
| 처리 속도 | 동형 찾기와 기호 쓰기, 타 영역 풀이 시간 |

| IQ 범위  | IQ 분류       |
| -------- | ------------- |
| 130 이상 | 매우 우수     |
| 120-129  | 우수          |
| 110-119  | 평균보다 높음 |
| 90-109   | 평균          |
| 80-89    | 평균보다 낮음 |
| 70-79    | 경계선        |
| 69 이하  | 매우 낮음     |

심리학자들은 Wechsler IQ 분류 언어의 대체를 제안했다. 따라서 지적 장애에 매우 가깝다는 것을 암시하는 "경계선"이라는 용어는 의학적 진단을 의미하지 않는 용어로 대체되었다.
| 해당 IQ 범위 | 분류      | 대체된 가치중립적 용어 |
| ------------ | --------- | ---------------------- |
| 130+         | 매우 우수 | 극단                   |
| 120-129      | 우수한    | 평균 이상              |
| 110-119      | 높은 평균 | 높은 평균              |
| 90-109       | 평균      | 평균                   |
| 80-89        | 낮은 평균 | 낮은 평균              |
| 70-79        | 경계선    | 평균 이하              |
| 69 이하      | 매우 낮음 | 낮은 극단              |

Kaufman 테스트
Kaufman 청소년 및 성인 지능 테스트는 Alan S. Kaufman과 Nadeen L. Kaufman이 개발하고 1993년 미국 지도 서비스에서 발표했다. 이 시험 점수는 "대칭적, 비평가 방식으로 분류된다. 즉, 분류 점수 범위는 중앙값인 중간 값보다 높고, 분류 레이블은 개인 평가를 의미하지 않는다는 것이다.

## 낮은 IQ 분류
지능이 낮은 사람을 분류하기 위한 최초의 용어는 IQ 테스트의 개발 이전의 의학, 법률용어였다.법률 시스템은 일부 인지적으로 손상된 사람들이 저지른 범죄 행위에 대해 책임이 없다는 개념을 인정했다. 또한 의사들은 독립적으로 살 수 없는 성인 환자들을 보았고, 그들은 자신의 욕구를 제어하기 어려워함을 알았다. 이러한 다양한 수준의 지적 장애를 가진 사람들을 분류하기 위해 다양한 용어들이 사용되었다. 하지만 초기 용어들 중 많은 것들은 현재 불쾌한, 부적절한 단어로 여겨지고 있다.
현재 IQ 점수는 지적 장애로 진단하는 결정적 요인이 아니다. 최근에 채택된 진단 표준은 각 개인의 적응 행동에 중점을 두고 있으며, IQ 점수는 적응 행동 척도 외에 진단의 한 요소일 뿐이며, 주로 IQ 점수로 정의되는 지적 장애 범주는 없다고 한다.
따라서 심리학자들은 IQ 테스트가 항상 다른 평가를 염두에 두고 사용되어야 한다고 지적한다. " 결국, 모든 테스트 성능 향상 진단 의미의 모든 해석들은 다른 데이터 소스에 의해 뒷받침되고 때 경험적 때 또는 의뢰에 명시된 난이도 영역과 논리적으로 관련이 있습니다. "

## 높은 IQ의 분류

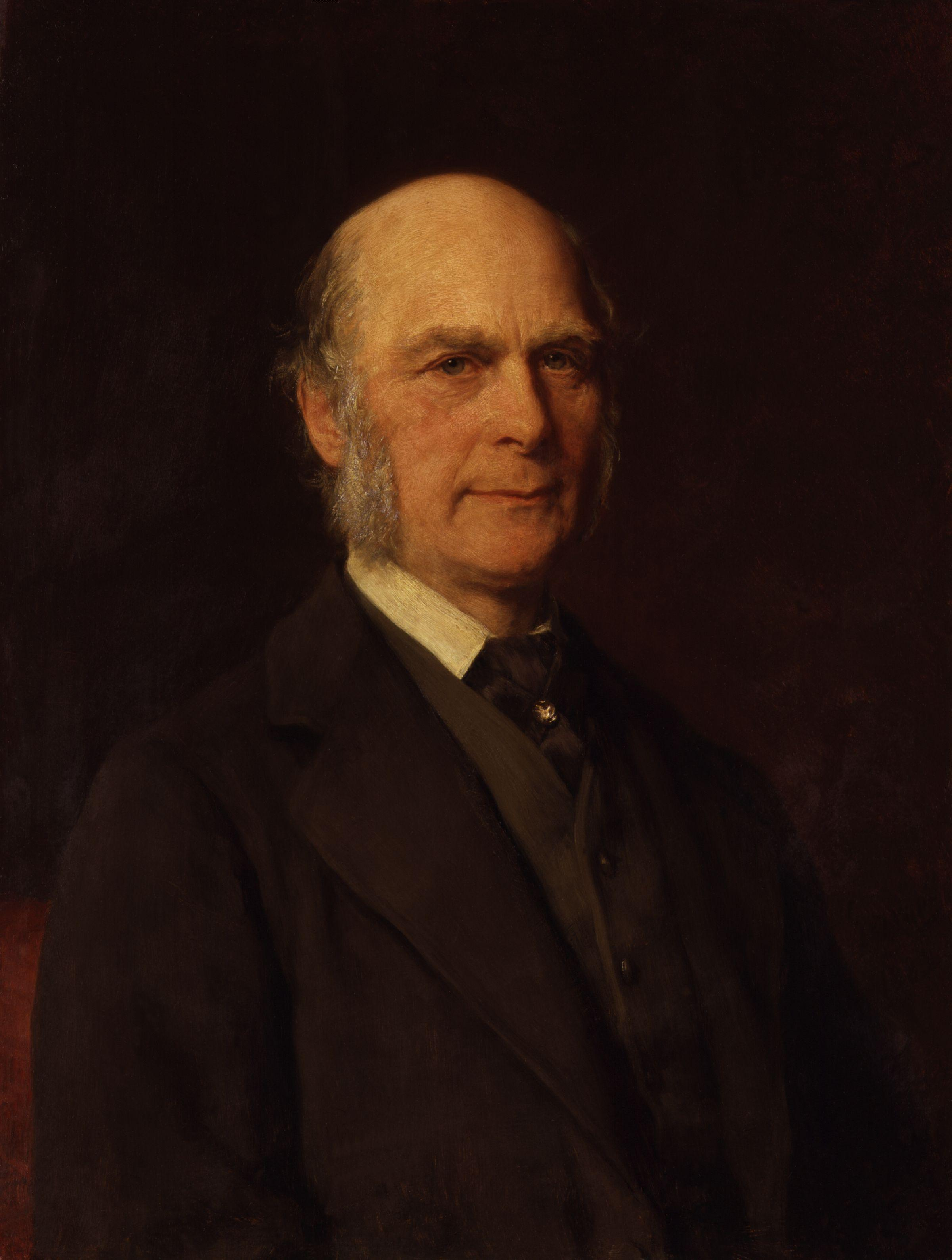

프랜시스 골튼 (Francis Galton, 1822년–1911년)은 인간의 뛰어난 업적과 정신 테스트를 연구하는 선구자였다. IQ 테스트가 개발되기 전 그가 저술한 'Hereditary Genius'에서 우등한 사람은 환경이 아니라 유전으로 탄생한다는 이론을 내세웠다. 루이스 터먼은 1916년 스탠퍼드-비넷 테스트에서 가장 높은 등급의 분류 레이블로 "근접한" 천재 또는 천재"로 분류했다. 1926년까지 터먼은 IQ 검사를 의뢰받은 캘리포니아 학생들에 대한 연구를 시작했고, 그는 남은 생애 동안 이 연구를 진행했다. 1937년 스탠포드-비넷 테스트의 두 번째 개정판까지, 터만은 더 이상 "천재"라는 용어를 IQ 분류로 사용하지 않았으며, 이후의 IQ 테스트도 하지 않았다. 1939년, Wechsler는 이렇게 말했다. "지능 테스트 점수 하나로 사람을 천재라고 부르는 것을 조심해야한다."
캘리포니아의 Terman 종적 연구는 결국 천재가 IQ 점수와 어떻게 관련이 있는지에 대한 역사적 증거를 제공했다.이 연구를 위해 많은 캘리포니아 학생들이 참여했다. 그 중 IQ 점수가 너무 낮아서 연구에 포함시키지 못한 두 명의 학생이 이후 노벨 물리학상 수상자로 성장했다. 그들은 윌리엄 쇼클리와 루이스 월터 알바레즈이다. 윌리엄 쇼클리와 루이스 윌터 알바레즈의 예시에 근거하여 천재는 최소 IQ가 125이어야 하지만, 추진력, 끈기가 있다면 천재로 발전할 가능성은 충분함을 밝혔다.

### 영재
모든 영재학자들은 일반적으로 합의된 영재의 정의는 없다고 말한다. 비록 학습에 재능이 있는 학생을 구분하는 것에 대한 학문적인 정의는 없지만, 현실적으로 학교 영재 교육 프로그램의 참가자를 선발하는데 IQ 점수에 의존한다. 실제로, 미국의 많은 학군들은 학교 영재 프로그램에 포함시키기 위한 점수로 전국 인구의 상위 2~3%를 포함하여 130의 IQ 점수를 사용한다.
따라서 영재로 구분하기 위한 기준 속 다양한 스펙트럼에 있는 어린이들의 능력의 차이를 구분하기 위해 다섯가지로 영재를 구분하는 기준이 제시되었다.비록 이 측정의 타당성에 대한 정확한 의견은 없지만, 이 측정은 많은 영재학자들에 의해 받아들여지고 있다.
| 분류                               | IQ 범위 | σ            |
| ---------------------------------- | ------- | ------------ |
| 약간 영재 (Mildly gifted)          | 115-129 | +1.00 -+1.99 |
| 적당한 영재 (Moderately gifted)    | 130-144 | +2.00-+2.99  |
| 영재 (Highly gifted)               | 145-159 | +3.00-+3.99  |
| 뛰어난 재능 (Exceptionally gifted) | 160-179 | +4.00-+5.33  |
| 엄청난 재능 (Profoundly gifted)    | 180-    | +5.33        |

1937년, 루이스 터먼은 IQ 점수가 증가함에 따라 IQ 점수 추정 오류가 증가한다고 지적했다. 따라서 그는 높은 점수를 볼 때 시험 응시자를 한 점수 또는 다른 점수에 배정하는 것에 대한 확신이 줄어들었다.현재 IQ 테스트에도 높은 IQ 점수에는 큰 오차가 있다. "뛰어난 재능"과 "엄청난 재능" 사이의 차이가 제대로 확립된 적이 없기 때문이다. 즉, IQ에 대한 모든 종적 연구는 응시자가 어린 시절 동안에는 점수가 뒤바뀔 수도 있고, 이후에는 순위의 순서가 변화할 수 있다는 것을 보여준 것이다. 일부 시험 응시자들은 "엄청난 재능"과 같은 IQ 분류 범주가 의미가 있다고 주장하지만, 그러한 분류 범주는 이전의 구식 스탠포드-비넷 3차 개정(Form L-M) 시험에 기초한다.
대부분의 IQ 테스트에 대해 보고된 가장 높은 표준 점수는 IQ 160으로, 약 99.997번째 백분위수이다 IQ 테스트에서 해당 수준의 IQ에서 측정 오류가 발생한다는 문제는 제외). 이 수준 이상의 IQ 점수는 정확한 통계가 뒷받침된 충분한 공식적 사례가 없기 때문에 의심스럽다고 할 수 있다.더군다나, 성인 모집단에 대한 스탠포드-비넷 L-M의 검증은 한 번도 없었으며, 루이스 터먼의 글에는 그러한 용어의 흔적 조차 없다.

## 같이 보기
- 지능 지수
- 지능 검사